# Thomas H. Seymour

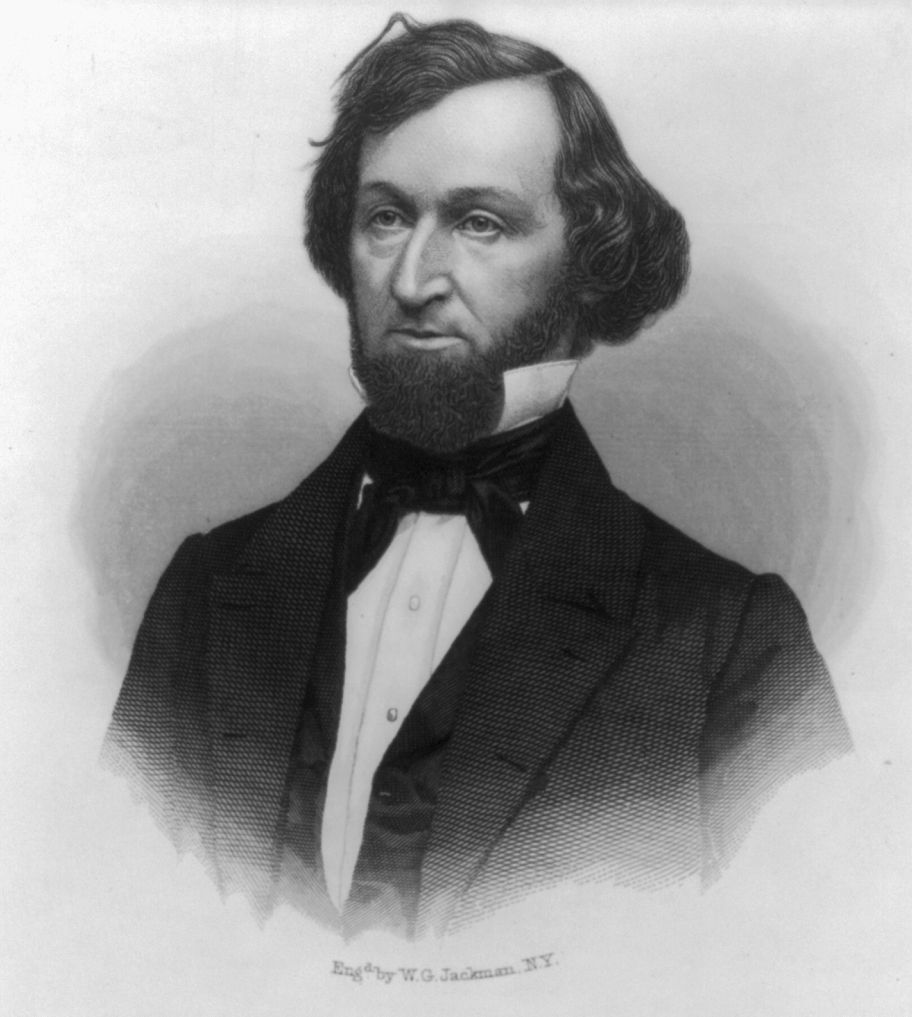
Thomas H. Seymour

Thomas H. Seymour (* 29. September 1807 in Hartford, Connecticut; † 3. September 1868 ebenda) war ein US-amerikanischer Politiker und von 1850 bis 1853 Gouverneur des US-Bundesstaates Connecticut. Er war Mitglied der Demokratischen Partei.

## Frühe Jahre und politischer Aufstieg
Thomas H. Seymour graduierte am Captain Alden Partridge's Military Institute in Middletown, studierte anschließend Jura und bekam dann 1833 seine Zulassung als Anwalt. Seymour hatte eine glanzvolle militärische Karriere. Er diente während des Mexikanisch-Amerikanischen Kriegs und verdiente sich durch seine tapfere Führung während der Schlacht von Chapultepec den Dienstgrad eines Colonels. Nachdem er aus der US Army ausgeschieden war, war er zwischen 1836 und 1838 als Nachlassrichter (engl. probate judge) tätig. Ferner war er zwischen 1837 und 1838 als Redakteur beim Jeffersonian tätig, einer führenden demokratischen Zeitung. Danach entschied er sich eine politische Laufbahn einzuschlagen. Er kandidierte 1843 für einen Sitz im US-Repräsentantenhaus und siegte. Dort war er anschließend bis 1845 tätig.

## Gouverneur von Connecticut
Er kandidierte 1849 erfolglos für das Amt des Gouverneurs von Connecticut, gewann aber im nachfolgenden Jahr die Legislativabstimmung (122 zu 108). Er wurde die nächsten drei nacheinander folgenden Jahre wiedergewählt. Während seiner Amtszeit focht die General Assembly die Übereinkunft von 1850 an, durch welchen die Belange von flüchtigen Sklaven angesprochen wurden. Dennoch wurde seine Verfassungsmäßigkeit durch den demokratischen Konvent von 1851 aufrechterhalten. Ferner war Seymour 1852 auch ein Präsidentschaftswahlmann für Franklin Pierce, der schließlich gewählt wurde. Im Gegenzug für seine Unterstützung ernannte man ihn zum Gesandten in Russland. Er trat am 13. Oktober 1853 von seinem Amt als Gouverneur von Connecticut zurück und verbrachte die nächsten vier Jahre in Russland damit, eine kontinuierliche Allianz mit Zar Nikolaus I. und seinem Sohn aufzubauen.

## Weiterer Lebenslauf
Nach seiner Rückkehr kandidierte Seymour erneut für das Amt des Gouverneurs von Connecticut, scheiterte aber bei beiden Versuchen, 1860 und 1863. Er leitete Connecticuts Peace Democrats, sowie 1864 die Democratic National Convention, wo er im ersten Wahlgang für die Präsidentschaftskandidatur der Vereinigten Staaten 38 Stimmen erhielt. Thomas H. Seymour verstarb am 3. September 1868 und wurde auf dem Cedar Hill Cemetery in Hartford beigesetzt.